# 商山李氏
商山李氏（サンサンニし、朝鮮語: 상산이씨）は、朝鮮の氏族の一つ。本貫は慶尚北道尚州市である。2015年の調査では、505人である。
始祖の李敏道は、中国河間府出身であり、中国元の混乱を避けるため高麗に帰化した。李敏道は、李氏朝鮮の開国に功を奏し、佐命開国二等功臣の叙勲と商山君に封じられ、李敏道の子孫が本貫を商山にして商山李氏を創始した。